# Глюкозинолаты

Структура глюкозинолата; боковая группа R варьируется

Глюкозинолаты — это органические соединения, встречающиеся в овощах с резким и терпким вкусом, таких как горчица, капуста и хрен. Им придают остроту горчичные масла, которые образуются из глюкозинолатов при пережевывании, нарезании или любом другом повреждении целостности съедобного растения. Эти натуральные химические соединения помогают растениям защищаться от вредителей и болезней и придают характерную терпкость вкусу всех крестоцветных овощей. Между видами варьируются по химической структуре и по содержанию.
Глюкозинаты могут быть разделены на 3 класса: алифатические глюкозинолаты, индольные глюкозинолаты и ароматические глюкозинолаты.

## Химия
Глюкозинолаты представляют собой природный класс органических соединений, которые содержат серу и азот и являются производными глюкозы и аминокислоты. Они являются водорастворимыми анионами и относятся к глюкозидам. Каждый глюкозинолат содержит центральный атом углерода, который связан с атомом серы тиоглюкозной группы и через атом азота с сульфатной группой (образуя сульфатированный альдоксим). Кроме того, центральный углерод связан с боковой группой; разные глюкозинолаты имеют разные боковые группы, и именно вариации в боковой группе ответственны за изменение биологической активности этих растительных соединений. Суть химии глюкозинолатов заключается в их способности превращаться в изотиоцианат («горчичное масло») при гидролизе тиоглюкозидной связи ферментом мирозиназой.

## Биохимия

### Природное разнообразие из нескольких аминокислот
Известно, что около 132 различных глюкозинолатов встречаются в растениях в природе. Они синтезируются из определённых аминокислот: так называемых алифатических глюкозинолатов, полученных в основном из метионина, но также аланина, лейцина, изолейцина или валина. (Большинство глюкозинолатов на самом деле получают из гомологов этих аминокислот с удлиненной цепью, например, глюкорафанин получают из дигомометионина, цепь которого удлинена в два раза). Ароматические глюкозинолаты включают индольные глюкозинолаты, такие как глюкобрассицин, полученный из триптофана, и другие изфенилаланин, его гомолог с удлиненной цепью гомофенилаланин и синальбин, полученные из тирозина.

## Ферментативная активация
Растения содержат фермент мирозиназу, который в присутствии воды отщепляет глюкозную группу от глюкозинолата. Оставшаяся молекула затем быстро превращается в изотиоцианат, нитрил или тиоцианат; это активные вещества, которые служат защитой для растения. Глюкозинолаты также называют гликозидами горчичного масла. Стандартным продуктом реакции является изотиоцианат (горчичное масло); два других продукта в основном образуются в присутствии специализированных растительных белков, которые изменяют результат реакции.

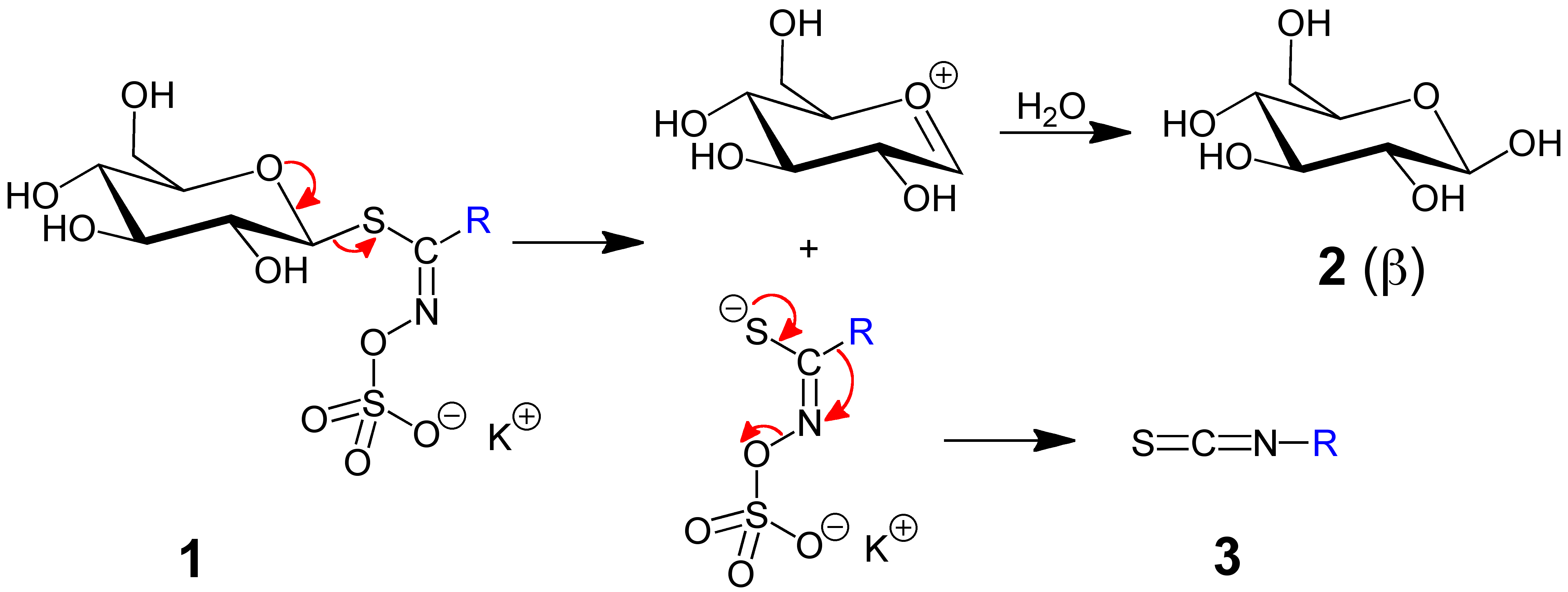
Гликозид 1 горчичного масла превращается в изотиоцианат 3 (горчичное масло). Глюкоза 2 также высвобождается, показана только β-форма.

В химической реакции, проиллюстрированной выше, красные изогнутые стрелки в левой части рисунка упрощены по сравнению с реальностью, поскольку роль фермента мирозиназы не показана. Однако показанный механизм в основном соответствует реакции, катализируемой ферментом.
Напротив, реакция, проиллюстрированная красными изогнутыми стрелками в правой части рисунка, изображающая перегруппировку атомов, приводящую к образованию изотиоцианата, как ожидается, будет неферментативной. Этот тип перегруппировки можно назвать перегруппировкой Лоссена или перегруппировкой, подобной Лоссену, поскольку это название впервые было использовано для аналогичной реакции, приводящей к органическому изоцианату (R-N = C = O).
Чтобы предотвратить повреждение самого растения, мирозиназа и глюкозинолаты хранятся в отдельных ячейках клетки или в разных клетках ткани и собираются вместе только или главным образом в условиях физического повреждения (см. Мирозиназа).

## Растения с глюкозинолатами
Глюкозинолаты образуются как вторичные метаболиты практически во всех растениях порядка Капустоцветные. К порядку Капустоцветные относится, например, экономически важное семейство Капустные, а также Каперсовые и Кариковые. Растения рода Дрипетес и Путранджива, которые не относятся к порядку Капустоцветные, это единственные представители других видов, содержащие глюкозинолаты. Глюкозинолаты встречаются в различных съедобных растениях, например в капусте (белокочанная, пекинская, брокколи), брюссельской капусте, водяном крессе, хрене, каперсах и редисе, отличительный вкус которым придают продукты деструкции этих соединений. Кроме того, глюкозинолаты содержатся в семенах этих растений.

## Биологическое воздействие

### Люди и животные

#### Токсичность
Использование глюкозинолат-содержащих культур в качестве основного источника пищи для животных может иметь негативные последствия, если концентрация глюкозинолатов превышает допустимую для данного животного. Было доказано, что высокие дозы некоторых глюкозинолатов оказывают токсическое действие (в основном в качестве зобных и антитиреоидных агентов) как на людей, так и на животных. Содержание же глюкозинатов в продуктах животного происхождения намного ниже, чем в овощах, поэтому у людей такие продукты не должны вызывать каких-либо негативных эффектов для здоровья. Однако уровень толерантности к глюкозинолатам варьируется даже в пределах одного и того же рода (например, у каирской иглистой мыши (Acomys cahirinus) и золотистой иглистой мыши (Acomys russatus).

#### Вкус и пищевое поведение
Наряду с другими глюкозинолатами синигрин сообщает горьковатый привкус приготовленной цветной и брюссельской капусте. Глюкозинолаты могут изменять пищевое поведение животных.

#### Исследования
Образующиеся из глюкозинолатов изотиоцианаты изучают в лабораторных условиях для оценки экспрессии и активации ферментов, которые подвергают химическим изменениям ксенобиотики, например канцерогены. Были проведены обзорные исследования с целью определить, влияет ли потребление крестоцветных овощей на риск развития рака у людей. Согласно анализу 2017 года, нет достаточных клинических доказательств того, что потребление изотиоцианатов, содержащихся в крестоцветных овощах, полезно для здоровья.

### Насекомые
Глюкозинолаты и их производные обладают одновременно отпугивающим и токсичным действием на различных насекомых. В попытке применить этот принцип в полеводческом контексте были разработаны продукты на основе глюкозинолатов, которые можно использовать в качестве антифидантов, то есть натуральных пестицидов.
В отличие от них такой вредитель крестоцветных, как капустная моль, может распознавать наличие глюкозинолатов и по ним отыскивать нужное для себя растение. Существуют определённые виды насекомых, которые специализируются только на глюкозинолат-содержащих растениях, к ним относятся бабочки-белянки капустница, репница и зорька, некоторые виды тли, мотыльки южная совка, настоящие пилильщики и земляные блошки. Например, бабочка капустница откладывает яйца на растениях, содержащих глюкозинолаты, и личинки способны выживать даже в условиях высокой концентрации этих соединений, питаясь растительной массой. Белянки и зорьки обладают так называемым нитрильным спецификатором, который сводит гидролиз глюкозинолатов к нитрилу, а не реакционноспособным изотиоцианатам. При этом у капустной моли в арсенале совершенно другой белок — глюкозинолат сульфатаза, который десульфатирует глюкозинолаты и не дает им распадаться до токсичных продуктов под действием мирозиназы.
Другие виды насекомых (специализированные пилильщики и тля) изолируют глюкозинолаты. У специализированных тлей, но не у пилильщиков, в мышечной ткани обнаружен особый животный фермент мирозиназа, приводящий к деградации изолированных глюкозинолатов при разрушении тканей тлей. Этот разнообразный ассортимент биохимических решений для одного и того же растительного соединения играет ключевую роль в эволюции отношений между растениями и насекомыми.